# Estação São Paulo-Morumbi
A Estação São Paulo–Morumbi é uma estação de metrô da Linha 4–Amarela do Metrô de São Paulo operada pela ViaQuatro. Ela está localizada na confluência entre as avenidas Professor Francisco Morato, Jorge João Saad e Deputado Jacob Salvador Zveibil, na divisa dos distritos do Morumbi e Butantã, na Zona Oeste de São Paulo, próximo ao Estádio do Morumbi.
A previsão inicial da inauguração da estação era para 2012, sendo adiada para 2015, 2017, mas ela só foi entregue em 27 de outubro de 2018, passando a operar em horário comercial a partir de 10 de novembro. Apesar disso, ela foi inaugurada sem o terminal de ônibus, que só viria a ser inaugurado dois meses após a estação, em 29 de dezembro.
As obras da estação da Linha 17–Ouro (cujas áreas foram desapropriadas pelo decreto número 57 843, de 7 de março de 2012) foram paralisadas devido à falta de recursos do Estado, estando em fase de reprogramação de serviços, condicionada a obter dotação orçamentária.

## Toponímia
A palavra "Morumbi" é um termo indígena de origem tupi que pode significar "mosca verde" ("moru": "mosca"; e "mbi": "verde"). O etnólogo Eduardo Navarro defende que "Morumbi" possui outros significados, como do tupi maromby, cujo significado é "rio dos peixes grandes" ("maromba": "peixe grande"; "y": "rio"), ou marumbi, termo da língua portuguesa que significa "lagoa cheia de taboas".
O nome simboliza o distrito do Morumbi, sendo que a estação fica localizada na divisa entre os distritos do Butantã e do Morumbi. Desde o projeto até meados de 2006, o nome de projeto da estação era "Morumbi". Por causa de um movimento político visando aos votos de torcedores, diversas estações do metrô tiveram seus nomes modificados para homenagear os clubes de futebol da cidade de São Paulo. Assim, a Estação Morumbi teve seu nome de projeto modificado para "São Paulo–Morumbi".

## Projeto
A Estação São Paulo–Morumbi surgiu no projeto da Linha 4–Amarela datado de 1997. Naquele projeto, era chamada de "Morumbi" e era a estação terminal da linha, que abrigaria um terminal de ônibus metropolitano. O projeto de 1997 foi realizado pela Figueiredo Ferraz Consultoria e Engenharia de Projeto S.A.
O atual projeto arquitetônico foi elaborado pelo escritório 23 Sul Arquitetura. A estação possui plataformas laterais, dois acessos e um terminal de ônibus anexo, que recebe linhas da SPTrans e da EMTU-SP.

### Prêmios
O projeto da estação foi um dos doze finalistas da categoria "Profissionais" do 6.º Prêmio de Arquitetura Instituto Tomie Ohtake AkzoNobel.
Em 2019, a seção de São Paulo do Instituto de Arquitetos do Brasil premiou o projeto da Estação São Paulo–Morumbi na categoria "Estrutura Mista" do prêmio anual IAB-SP.
A estação São Paulo Morumbi venceu o Prêmio APCA de Arquitetura de 2019, na categoria "Urbanidade".

## Construção
Em abril de 2010, um guindaste de cerca de trinta metros de altura tombou nas obras da estação ao içar materiais do fundo de um dos poços, caindo sobre a calçada da Avenida Professor Francisco Morato, sem, no entanto, causar feridos ou interromper os trabalhos.
Originalmente prevista para ser entregue em 2012, a partir de 2011 a previsão de inauguração passou a ser o primeiro semestre de 2014, antes da Copa do Mundo. No início de 2013, o governo estadual passou a informar que a inauguração seria em setembro de 2014, mas, em dezembro, o secretário estadual de Transportes Metropolitanos, Jurandir Fernandes, deixou de garantir essa previsão, mudando-a para 2015. "O esforço grande agora é puxar também a [Estação São Paulo] Morumbi para 2014", disse.
A estação foi finalmente inaugurada em 27 de outubro de 2018, com operação assistida das 10 as 15 horas, já com cobrança de tarifa, mas ainda sem o terminal de ônibus. Ela passou a operar em horário comercial a partir de 10 de novembro.

## Características
Situada à Avenida Professor Francisco Morato, sem número (entre a Avenida Jorge João Saad e a Rua Maurílio Vergueiro Porto), próximo ao Estádio do Morumbi, a estação é enterrada, com plataformas laterais e estruturas em concreto aparente. Possui acesso para pessoas portadoras de deficiência e integração com terminal de ônibus urbano. Sua capacidade é de setenta mil passageiros por dia.
| Sigla | Estação           | Inauguração           | Capacidade         | Integração                               | Plataformas | Posição     | Notas                                      |
| ----- | ----------------- | --------------------- | ------------------ | ---------------------------------------- | ----------- | ----------- | ------------------------------------------ |
| MBI   | São Paulo–Morumbi | 27 de outubro de 2018 | 40 mil pessoas/dia | Bilhete Único da SPTrans Linha 4–Amarela | Laterais    | Subterrânea | Estação com estrutura de concreto aparente |

| Linha     | Terminais        | Estações | Principais destinos                                                                                | Intervalo entre trens (min) | Funcionamento                                                                                  |
| --------- | ---------------- | -------- | -------------------------------------------------------------------------------------------------- | --------------------------- | ---------------------------------------------------------------------------------------------- |
| 4 Amarela | Luz ↔ Vila Sônia | 10       | Morumbi, Butantã, Pinheiros, Jardim Paulista, Consolação, Bela Vista, Higienópolis, República, Luz | 2                           | De domingo a sexta-feira, das 4h40 à meia-noite. Aos sábados, das 4h40 até a 1 hora de domingo |